# Колчин, Евгений Алексеевич
Евгений Алексеевич Колчин (1862, Пятигорск — 1952, Москва) — скрипач, музыкальный педагог, музыкальный деятель, фотограф.

## Биография
Детство и юность провел в Тифлисе (ныне Тбилиси). В 1887 г. окончил Петербургскую консерваторию по классу скрипки П. А. Краснокутского. В 1887-96 гг. преподавал в Тифлисском музыкальном училище. В 1897-99 гг. играл в оркестре Большого Театра. С 1902 г. играл в оркестре Частной русской оперы С. И. Мамонтова, позже — Оперы С. И. Зимина. В 1909 г. в составе оркестра участвовал в «Русских сезонах» С. П. Дягилева в Париже. С того же года служил в должности библиотекаря, был создателем (на средства Д. Ф. Беляева) и, по приглашению М. М. Ипполитова-Иванова, первым хранителем и заведующим Музея им. Н. Г. Рубинштейна Московской консерватории. В 1914-22 гг. был инспектором Московской консерватории. После революции состоял членом Хозяйственного комитета консерватории, некоторое время занимал должность помощника директора.
С 1909 г. Колчин являлся действительным членом Русского фотографического общества, в 1912—1915 гг. — кандидатом в члены его правления. Передал в фонд Музея Московской консерватории ряд собственных негативов и фотографий, в том числе C. B. Танеева. Со сменой руководства Музея в 1938 г., остался хранителем оборудования, а затем консультантом.
Похоронен на Ваганьковском кладбище.